# هواوي أونور 4 سي
هواوي أونور 4 سي (بالإنجليزية: Huawei Honor 4C)‏ أو ما كان يُعرف باسم هواوي جي بلاي ميني (بالإنجليزية: Huawei G Play Mini)‏ هاتف ذكي ثنائي الشريحة أنتجته شركة هواوي ويعمل بنظام الأندرويد.

## مواصفات الجهاز[1]
- شاشة بقياس 5 بوصة من نوع إل سي دي IPS بدقة 720 × 1280 مع كثافة ألوان 294 بيكسل في البوصة الواحدة .
- لوحة معالجة هايسيلكون كارين 620 ثماني النواة 1.2 جيجا هرتز من نوع Cortex A-53 ، وذاكرة عشوائية 2 جيجا بايت ومعالج رسومي وفيديو Mali 450.
- أندرويد 4.4.2 كيت كات بواجهة مستخدم إموشين UI 3.0.
- ذاكرة داخلية 8 جيجا بايت، يمكن زيادتها إلى 32 جيجا بإضافة كارت خارجي.
- كاميرا أمامية بدقة 5 ميجا بيكسل وكاميرا خلفيه بدقة 13 ميجا بيكسل مع فلاش ثبل، مع تصوير فيديو بدقة 1080 بيكسل.
- بطارية ليثيوم غير قابلة للإزالة بسعة 2550 مللي أمبير.
- تصميم الجهاز كامل من البلاستيك.
- حجم الهاتف 143.3× 71.3 مم، بسمك 8.8 مم و وزن خفيف 162 جرامًا.